# Соломон I (епископ Констанца)
Соломон I Констанцский (нем. Salomo I. von Konstanz, † 871) — епископ Констанца, занимавший кафедру в период с предположительно 838/839 по 871 годы.
О происхождении и ранних годах жизни Соломона I фактически ничего не известно. Однако на основании косвенных свидетельств можно заключить, что он, скорее всего, был выходцем из неизвестного дворянского рода с северного побережья Боденского озера, к другим известным членам которого принадлежали епископы Соломон II и Соломон III, а также брат последнего — Вальдо Фрайзингский (нем. Waldo von Freising, † 906) и их племянник Вальдо (нем. Waldo I. von Chur, † 949), епископ Кура.
Его духовная карьера началась, не исключено, в Фульдском аббатстве, где он, наряду с Рабаном Мавром, мог быть одним из учителей Отфрида Вайсенбургского. В это же время он мог оказаться близок к королевскому двору Восточно-Франкского государства.
Первое достоверное письменное свидетельство о епископе Соломоне относится к октябрю 847 года, в связи с его участием в майнцском поместном синоде в монастыре св. Албана, на котором, в частности, разбиралось дело некоей Тиоты/Фиоты (нем. Thiota), проповедовавшей на территории констанцского епископства скорый конец света, и осуждённой к публичному битью плетьми за «псевдопророчества». Задокументировано его участие и в двух последующих синодах: в октябре 852 года в Майнце, и в феврале 857 года в созванном Людвигом Немецким и Лотарем II большом собрании епископов, проведённом в Вормсе, либо в Кобленце. При этом на последнем речь шла о выделении бременского епископства из кёльнской церковной провинции, с одновременным его возвышением до архиепископства. Ради окончательного урегулирования вопроса Людвиг Немецкий поручил епископу Соломону отправиться с посольством к папе Николаю I; по неизвестным причинам поездка состоялась лишь 7 лет спустя, в мае 864 года.
Близость Соломона I ко двору Людвига Немецкого подтверждается, кроме того, его присутствием — наряду с архикапелланом придворной капеллы аббатом Санкт-Галлена Гримальдом и епископом Миндена Теодерихом (нем. Theoderich von Minden, † 880) — 4 июня 859 года в Вормсе, при встрече посланников Западно-Франкского государства и королевства Лотаря II под руководством архиепископа Хинкмара Реймского. В аналогичном качестве советника он, скорее всего, выступил и 1—7 июня 860 года в Кобленце на организованных при посредстве Лотаря переговорах между Карлом Лысым и Людвигом Немецким, завершившихся союзом трёх каролингских правителей. Уже короткое время спустя Соломону, вместе с епископами Альтфридом Хильдесхаймским (нем. Altfrid von Hildesheim, † 874), Адвенцием (нем. Adventius, † 875) из Меца и Хатто (нем. Hatto, † 870) из Вердена, пришлось вновь взять на себя роль посредника, отправившись ко двору Карла Лысого в Реймс, чтобы пригласить его на новые переговоры в Савоньер, состоявшиеся 3 ноября 862 года.
В мае 868 года Соломон I в очередной раз находился в центре политических событий, приняв участие в созванном по инициативе папы поместном соборе в Вормсе, выступившем против византийского патриарха Фотия.
Важным событием регионального масштаба стала договорённость с аббатом санкт-галленского монастыря и одновременно архикапелланом и канцлером Людвига II Гримальдом Сакт-Галленским о фактической независимости аббатства от власти епископов Констанца, что было письменно подтверждено королём Людвигом 22 июля 854 года в Ульме.
Вместе с тем отношения с Санкт-Галленом продолжали оставаться дружественными, что доказывает история с канонизацией Отмара Санкт-Галленского в 860-х годах. Останки умершего 16 ноября 759 года в изгнании на рейнском острове Верд Отмара были эксгумированы и перезахоронены в выстроенной самим Отмаром монастырской церкви уже зимой 769/770 годов. В связи со строительством новой церкви при аббате Гоцберте (нем. Gozbert) было решено провести официальную канонизацию, для чего Гоцберт и Валафрид написали житие Отмара (лат. Vita sancti Otmari), предложив его на рассмотрение Соломона I. Епископ, однако, принял решение лишь после разбора вопроса на ежегодном епархиальном синоде, и 25 октября 864 года в торжественной церемонии перенесения мощей из капеллы св. Петра в монастырскую базилику Отмар Санкт-Галленский был провозглашён святым. 3 года спустя, 24 сентября 867 года, по завершении строительства надгробной церкви для новоявленного святого, его останки были вновь торжественно перенесены в присутствии Соломона I, взявшего их часть для кафедрального собора Девы Марии, а также для аббатств Райхенау и Кемптен.
Епископ скончался 5 марта, либо 2 апреля 871 года.